# Забайкальский пограничный округ
Краснознамённый Забайкальский пограничный округ (КЗабПО) — военно-административное оперативное объединение (пограничный округ) пограничных войск КГБ СССР и ФПС России.
Данное объединение, в разные исторические периоды под различными названиями, осуществляло задачу по охране государственной границы СССР с Монголией и Китаем на участке от Горного Алтая до Забайкалья. Ввиду того, что объединение в ходе многочисленных реформ разделялось на отдельные соединения, а после заново объединялось в единое формирование, в статье рассматривается общая история всех соединений входивших в его состав.

## История формирования

### Исторические предпосылки в период Царской России
21 октября 1727 года Россия и Китай заключили Кяхтинский договор об определении границы на участке от реки Аргунь до Саянских гор.
До второй четверти XIX века фактическая граница Российской империи проходила по Оренбургской и Сибирской укреплённой линии. До 1868 года она определяла таможенный барьер в российско-азиатской торговле.
В Восточной Сибири и в Прибайкалье в 20-х годах XVIII века было продолжено разграничение российских и китайских владений, начало которому положил Нерчинский договор заключённый в 1689 году.
К охране границ в Прибайкалье были привлечены войска Сибирского казачьего войска, в Забайкалье — войска Забайкальского казачьего войска, которое было создано в 1851 году. В связи с нехваткой личного состава, для организации охраны границы были сформированы из коренных жителей так называемые «туземные полки» — бурятские и тунгусский. Было создано 4 бурятских полка численностью по 600 человек в каждом и 1 тунгусский полк на 500 человек.
Дальнейшее усиление военного присутствия Российской империи в Восточной Сибири и на Дальнем Востоке связано с событиями 50-х годов XIX века, когда из-за восстания тайпинов в 1850—1864 годах и англо-франко-китайской войной в 1856—1860 годах в Китае сложилась острая политическая ситуация. Российская империя желая упредить проникновение в бассейн реки Амур США, Великобритании и Франции, начала усиленное освоение Забайкалья и Дальнего Востока. С этой целью с середины 50-х годов XIX века в Восточной Сибири началось создание военных постов на линии разделения с Китаем. Основанием данному процессу послужил Айгунский трактат 1858 года «о вечной дружбе России и Китая», который закрепил стремление обоих государств к скорейшему определению границ и закреплял статус по спорным территориям. Главным условием трактата явился запрет на судоходство по реке Амур и его притокам любым судам кроме китайских и российских.
К 1861 году демаркация границы России и Китая была закончена. В 1886 году была проведена дополнительная корректировка границы.
Указом Александра III от 15 октября 1893 года на основе пограничной стражи департамента таможенных сборов Министерства финансов был сформирован Отдельный корпус пограничной стражи (ОКПС), который организационно упорядочил охрану границы. Данная реформа не коснулась только войск Сибирского и Забайкальского казачьего войска, которые не входя в ОКПС продолжали охрану границы на участке от Семиречья до Дальнего Востока вплоть до 1917 года.

### Межвоенный период
28 мая 1918 года был подписан Декрет о создании пограничной охраны Советской республики.
1 февраля 1919 года по распоряжению Революционного военного совета пограничная охрана была преобразована в пограничные войска. Пограничные округа были переименованы в пограничные дивизии, районы — в пограничные стрелковые полки, подрайоны — в батальоны, дистанции — в роты. Всего было сформировано три пограничные дивизии, в каждой из которых имелось пять полков и пять кавалерийских дивизионов.
В связи с тяжёлой ситуацией на фронтах Гражданской войны, 18 июля 1919 года Совет Труда и Обороны включил пограничные войска в состав действующей армии.
19 января 1921 года решением Совета Труда и Обороны пограничные войска были выведены из состава армии.
Под руководством председателя ВЧК Ф. Э. Дзержинского к июню 1921 года было сформировано 15 пограничных бригад, общей численностью 36 000 человек, что составило меньше половины принятого штата пограничных войск.
6 апреля 1920 года на съезде трудящихся Прибайкалья в Верхнеудинске провозглашена Дальневосточная республика (ДВР).
19 декабря 1920 года приказом по ДВР были созданы первые пограничные районы в Забайкалье: Троицкосавский и Акшинский.
В начале 1921 был создан Ойротский кавалерийский эскадрон и Енисейский губернский пограничный отряд.
16 ноября 1922 Дальневосточная республика была включена в состав РСФСР.
В феврале 1923 в Чите началось формирование Дальневосточного округа ГПУ.
7 декабря 1923 года в городе Минусинске была сформирована отдельная Минусинская пограничная комендатура.
В апреле 1924 Ойротский кавалерийский пограничный дивизион реорганизовали в пограничные комендатуры в селах Кош-Агач и Улаган. В конце 1925 на их базе был сформирован Ойротский пограничный отряд, нёсший ответственность за охрану границы РСФСР в пределах Ойротской автономной области с Монголией и Китаем.
25 февраля 1924 г приказом Начальника ОГПУ пограничные органы и войска объединены в единый аппарат пограничной охраны ОГПУ. Пограничные органы и войска переформированы в пограничные отряды, комендатуры и заставы.
В апреле 1928 Ойротский пограничный отряд был переформирован в отдельную Ойротскую пограничную комендатуру, которая осенью 1932 была обратно переформирована в пограничный отряд. Управление отряда располагалось в н.п. Кош-Агач.
В октябре-ноябре 1929 года пограничные войска Дальневосточного округа ГПУ участвовали в конфликте на Китайско-Восточной железной дороге.
28 апреля 1930 года пограничная охрана Дальневосточного края постановлением Президиума ЦИК СССР была награждена орденом Красного знамени.
27 августа 1930 года приказом ОГПУ создано Управление пограничной охраны и войск Полномочного Представителя ОГПУ Восточно-Сибирского края (Восточно-Сибирский округ). Дата считается днём рождения Забайкальского пограничного округа.
Одновременно был создан Западно-Сибирский округ с управлением в Новосибирске, в чью зону ответственности вошла государственная граница в пределах южной границы Красноярского края, частично Иркутской области и Ойротской автономной области, граничившие с Монголией, Китаем и Тувинской Народной Республикой (прим. — ТНР до 1944 года не входила в состав СССР).
15 августа 1932 отдельная Минусинская пограничная комендатура была переформирована в 29-й Минусинский кавалерийский пограничный отряд.
16 ноября 1937 года на западнее участка ответственности 55-го Джалиндского пограничного отряда был сформирован 74-й Сретенский кавалерийский пограничный отряд.
8 марта 1939 года Восточно-Сибирский округ был разделён на Управления пограничных войск Бурято-Монгольского и Читинского округов.
В период с июля по август 1939 года сводный батальон Читинского округа под командованием майора А. Булыги принял участие в боевых действиях с японскими войсками у реки Халхин-Гол.
17 февраля 1940 года приказом НКВД Читинский округ был переименован в Забайкальский округ. Этим же приказом Бурято-Монгольский округ вошёл в состав Забайкальского округа.
К началу Великой Отечественной войны состав округов НКВД, выполнявших охрану государственной границы от Горного Алтая до Забайкалья, был следующим (отряды указаны в порядке следования с востока на запад):
- Управление пограничных войск Забайкальского округа — Чита
  - 55-й Джалиндский пограничный отряд — Читинская область (до 1937 года — в Амурская область);
  - 54-й Нерчинско-Заводской пограничный отряд — Читинская область;
  - 74-й Сретенский пограничный отряд — Читинская область. В служебных документах также именовался как Шилкинский[9];
  - 53-й Краснознаменный Даурский пограничный отряд — Читинская область;
  - 64-й Мангутский пограничный отряд — Читинская область;
  - 51-й Кяхтинский пограничный отряд — Бурятская АССР;
  - 19-я отдельная Киренская пограничная комендатура — Иркутская область;
  - 9-я отдельная авиаэскадрилья — ст. Белая, Иркутская область;
  - Окружная школа младшего начсостава и другие подразделения — Чита.
- Управление пограничных войск Западно-Сибирского округа — Новосибирск
  - 28-й Ойротский пограничный отряд — Ойротская автономная область;
  - 29-й Минусинский пограничный отряд — Красноярский край;
  - 21-я отдельная Большелугская пограничная комендатура — Иркутская область;
  - 9-я отдельная авиаэскадрилья — ст. Белая, Иркутская область;
  - Окружная школа младшего начсостава и другие подразделения — Новосибирск.

### Великая Отечественная и Советско-японская война
С началом боевых действий по всем пограничным округам НКВД произошла мобилизация военнослужащих на действующий фронт. Из состава Забайкальского округа в ноябре-декабре 1942 года в Чите была сформирована 106-я Забайкальская стрелковая дивизия войск НКВД (к окончанию войны — 106-я Днепровско-Забайкальская Краснознаменная ордена Суворова 2-й степени стрелковая дивизия).
В дивизию кроме военнослужащих Забайкальского округа вошли также пограничники из других округов. К примеру командир отделения разведки дивизиона 362-го артиллерийского полка 106-й стрелковой дивизии Герой Советского Союза Анищенков Павел служил в Дальневосточном пограничном округе.
15 декабря 1942 года 28-й Ойротский пограничный отряд был передан в Управление пограничных войск Казахского округа.
В январе 1943 года Управление Пограничных войск Западно-Сибирского округа было расформировано, а войска и учреждения переданы в состав Забайкальского округа.
В 1944 году в связи с вхождением Тувинской Народной Республики в состав СССР, 29-й Минусинский пограничный отряд приступил к охране государственной границы на новых рубежах с Монголией. Управление отряда было передислоцировано в г. Кызыл со сменой названия на 29-й Кызылский пограничный отряд.
В ночь с 8 на 9 августа 1945 года началась Маньчжурская операция в ходе которой пограничники Забайкальского округа совместно с частями 36-й армии перешли государственную границу и атаковали позиции японских и маньчжурских войск. Основной задачей поставленной перед пограничниками была охрана тыла наступающей 36-й армии и коммуникаций Забайкальского фронта. С этой целью в приграничных маньчжурских городах подразделениями советских пограничников были организованы военные комендатуры.
К 3 сентября участие пограничников в советско-японской войне закончилось

### Послевоенный период
2 июня 1953 года Управление пограничных войск Забайкальского округа было расформировано а войска были переданы в состав Дальневосточного округа, за исключением 29-го Кызылского пограничного отряда, который был передан в Управление пограничных войск Казахского округа.
В июне 1953 года 28-й Ойротский пограничный отряд переформирован в 28-ю отдельную Кош-Агачскую пограничную комендатуру с местом дислокации в н.п. Кош-Агач Горно-Алтайской автономной области РСФСР. 26 февраля 1954 года произошло обратное переформирование в 28-й пограничный отряд, теперь уже Управления пограничных войск Восточного округа.
20 июля 1955 года 28-й Ойротский пограничный отряд был расформирован, а все его подразделения переданы в состав 50-го Зайсанского пограничного отряда.
31 марта 1967 года, в связи с усилением советско-китайского раскола, Забайкальский пограничный округ был заново создан выделением его из Дальневосточного округа.
В октябре 1967 года 29-й Кызылский пограничный отряд был передан обратно в состав Забайкальского пограничного округа. При передаче отряда, в его состав была передана пограничная комендатура в н.п. Ташанта в Горно-Алтайской автономной области, ранее подчинявшаяся 50-му Зайсанскому отряду. С этого момента 29-й Кызылский отряд также отвечал за участок советско-монгольской границы, в пределах Горно-Алтайской автономной области. Относительно небольшой участок советско-китайской границы, в пределах той же области, вошёл в зону ответственности 134-го Курчумского отряда, который был создан в том же году в составе Восточного пограничного округа.
К 1950 году в связи со стабилизацией ситуации на советско-китайской границе 74-й Шилкинский пограничный отряд был расформирован, а подразделения переданы смежным пограничным отрядам.
В 1972 году из-за советско-китайского раскола Постановлением Правительства Совета Министров СССР 74-й пограничный отряд был заново сформирован с дислокацией управления в н.п. Нерчинский Завод.
В сентябре 1978 года управление 74-го пограничного отряда, в целях безопасности, было передислоцировано от непосредственного расположения у границы в н.п. Кокуй.
На момент распада СССР Забайкальский пограничный округ имел участок ответственности государственной границы в пределах Тувинской АССР, Бурятской АССР и Читинской области.

### После распада СССР
В связи с распадом СССР, часть подразделений 50-го Зайсанского пограничного отряда дислоцированные на территории Горно-Алтайской автономной области, оказались на территории России. До 1994 года эти бывшие подразделения 50-го пограничного отряда, который отошёл Казахстану в августе 1992 года, продолжали нести службу по охране границы на территории России.
15 апреля 1994 года приказом ФПС России в н.п. Акташ Улаганского района Республики Алтай, на основе мотострелкового полка Сибирского военного округа был сформирован 28-й пограничный отряд в составе Забайкальского пограничного округа. С 30 декабря 1994 года отряду поручена охрана государственной границы с КНР и Монголией.
С включением 28-го пограничного отряда, Забайкальский пограничный округ получил самый протяжённый участок границы в своей истории.
8 декабря 1997 года вышел Указ Президента Российской Федерации согласно которому Забайкальский пограничный округ был преобразован в Забайкальское региональное управление Федеральной пограничной службы РФ.

## Ситуация на тувинско-монгольской границе
В СССР был расхожим идеологический штамп, распространявшийся как в массовой культуре так и в печатных изданиях, под названием «Граница на замке»

…С детства мы в Советском Союзе слышали это выражение. Нам старательно внушалось, что империалисты со всех сторон так и рвутся напасть на СССР, но доблестные советские пограничники зорко стоят на посту, и не только вражеские полчища, но и норовящая проскользнуть в Советский Союз масса шпионов и диверсантов бессильна преодолеть нашу границу: граница — на замке…— «Номенклатура. Господствующий класс Советского Союза»
Вопреки данному штампу, в зоне ответственности Забайкальского пограничного округа существовал большой отрезок государственной границы СССР, который продолжительное время фактически не охранялся. Речь идёт о 1300-километровом участке границы между Тувинской АССР и Монгольской Народной Республикой, находившийся под охраной 29-го Кызылского пограничного отряда.
Данная неоднозначная ситуация имела исторические, политические и географические корни.
Исторические корни ситуации определены поздним присоединением Тувинской Народной Республики к СССР, которая вошла в неё как автономный субъект позже всех остальных республик. Присоединение произошло в 1944 году, в период Великой Отечественной войны, когда экономические возможности СССР не позволяли в кратчайшие сроки произвести обустройство новых границ. Процесс по инженерно-техническому оборудованию границы начался только в 1946 году. К 1953 году, согласно официальным советским источникам, было выполнено только 70 % от всех работ. Но при этом оставался нерешённым межгосударственный вопрос по делимитации границы. Окончательно вопрос делимитации был решён 26 марта 1958 года в Улан-Баторе подписанием договора о советско-монгольской государственной границе на тувинском участке. Демаркация границы произошла в период с апреля по сентябрь 1959 и состояла из 332 пограничных знаков (пограничных столбов). Учитывая протяжённость границы между Тувинской АССР и МНР в 1305 километров — среднее расстояние между знаками составило около 4 километров.
Географические корни ситуации заключаются в огромной протяжённости тувинско-монгольского участка по местности с крайне низкой плотностью населения как в Монголии так и в Туве. С одной стороны руководству пограничных войск не хватало офицерских кадров для создания необходимого количества пограничных застав на огромном участке, с другой стороны низкая плотность населения не давала для этого повода. 20 мая 1950 года Совет Министров СССР принял Постановление «Об улучшении пограничной службы и усилении охраны государственной границы». Согласно постановлению Министерство обороны обязано было передать в состав пограничных войск 250 офицеров из которых несколько десятков (точное число неизвестно) были отправлены в Тувинскую АССР.
Политические корни ситуации определялись дружескими отношениями СССР и Монголии. Фактически советское руководство не ожидало на тувинском участке с монгольской стороны вторжения враждебных элементов.
Основными нарушителями государственной границы в советское время считались скотокрады и подпольные торговцы спиртным (озвучено в местной прессе в 1990 году)
Ситуация с острой недостаточностью пограничной охраны сохранилась и после распада СССР (по состоянию на 1997 год):

…Зона ответственности Забайкальского пограничного округа — от Казахстана до Амурской области — проходит по территории четырех республик (Горный Алтай, Хакассия, Тува, Бурятия), Алтайского края и Читинской области. Более тысячи километров приходится на границу с Китаем и почти три с половиной тысячи на российско-монгольский участок…
…Сегодня в среднем на каждую приходится около 100 километров. Некоторые заставы (40-50 пограничников) контролируют до 400 километров!
Есть участок протяженностью более 1000 километров, где вообще нет застав…
Самая открытая граница с Монголией проходит в пределах территории Республики Тува (протяженность — 1305 километров, население — свыше 300 тысяч, столица — Кызыл)…— «Граница не знает охраны»
При этом большую обеспокоенность в охране границы проявляет монгольская сторона, а не российская (по состоянию на 2005 год):

…Как утверждают историки, в России воровали всегда. Ещё Карамзин об этом с укором писал. Однако никогда наши уголовники не путали карты дипломатам. А сегодня из-за действий криминальных элементов страдает международный престиж России. В глазах Монголии мы начинаем выглядеть как варварская страна.
За последнее десятилетие монголы увеличили плотность охраны тувинского участка границы в три раза. Отрезок государственного рубежа общей протяжённостью в 1300 километров охраняют 24 монгольские пограничные заставы и всего 7 российских…— «Беспокойная граница»
Ситуация с охраной государственной границы по состоянию на 2015 год, оставалась такой же крайне неудовлетворительной.

## Состав округа
Состав Забайкальского пограничного округа перед распадом СССР.

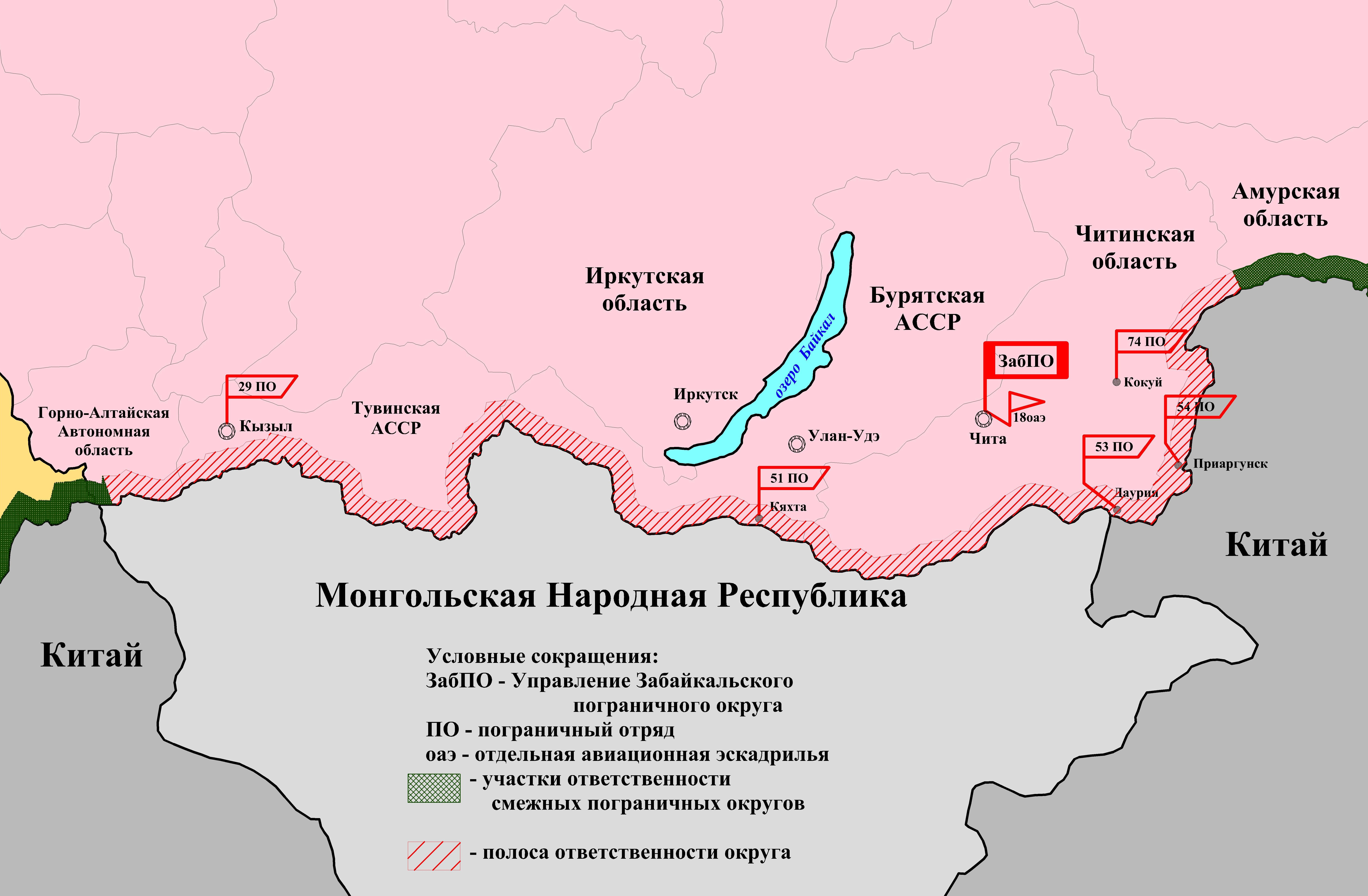
Забайкальский пограничный округ на 1991 год.
Расположение отрядов

Отряды указаны по расположению с востока на запад, выделено почётное название отряда:
- Управление округа — Чита
  - Комендатура управления округа (в/ч 2254) — Чита
- 74-й Сретенский Краснознамённый пограничный отряд (в/ч 9797) — Кокуй, Читинская область;
- 54-й Приаргунский Краснознамённый пограничный отряд (в/ч 2018) — Читинская область;
- 53-й Хинганский Краснознамённый пограничный отряд (в/ч 2092) — н.п. Даурия, Читинская область;
- 51-й Кяхтинский пограничный отряд (в/ч 2043) — Бурятская АССР;
- 29-й Кызыльский пограничный отряд (в/ч 2061) — Тувинская АССР и Горно-Алтайская автономная область;
- Отдельный контрольно-пропускной пункт «Забайкальск»;
- Отдельный контрольно-пропускной пункт «Иркутск»;
- 18-я отдельная авиационная эскадрилья (в/ч 2541) — Чита;
- 131-й отдельный батальон связи (в/ч 2540) — Чита;
- 6-й отдельный инженерно-строительный батальон (в/ч 9778) — Кокуй, Читинская область;
- Отдельная инженерно-строительная рота (в/ч 2569) — Кызыл;
- Отдельная инженерно-строительная рота (в/ч 2548) — Приаргунск;
- Отдельная инженерно-строительная рота (в/ч 2608) — Чита;
- 5-й Окружной госпиталь (в/ч 2025) — Чита.

Названия отрядов встречаются в нагрудных знаках, официально изготавливавшихся для военнослужащих округа.

## Герои Советского Союза
Следующие военнослужащие Забайкальского округа НКВД, участвовавшие в Великой Отечественной войне, были удостоены звания Герой Советского Союза:
- Гайнутдинов Махметин Галентинович. Сайт «Герои страны». — 30 октября 1943 года.
- Козорезов Андрей Акимович. Сайт «Герои страны». — 30 октября 1943 года.
- Кузнецов Степан Никифорович. Сайт «Герои страны». — 30 октября 1943 года.
- Матюгин Иван Максимович. Сайт «Герои страны». — 30 октября 1943 года (посмертно).

## Начальники войск Забайкальского пограничного округа
Неполный список начальников войск округа:
- 1932—1937 — Лепсис, Роберт Кришьянович [21]
- 18 апреля 1967 — 7 января 1972 — Лавриненко, Николай Васильевич;
- январь 1972 — июль 1979 — Онищенко, Алексей Фёдорович;
- июль 1979 — сентябрь 1981 — Кортелайнен, Карл Ефремович;
- сентябрь 1981 — август 1987 — Шелестов, Алексей Андреевич;
- август 1987 — май 1990 — Губенко, Валерий Александрович;
- май 1990 — январь 1991 — Плешко, Константин Константинович;
- 1991 — Русанов, Алексей Павлович.